# Schloss Skånelaholm

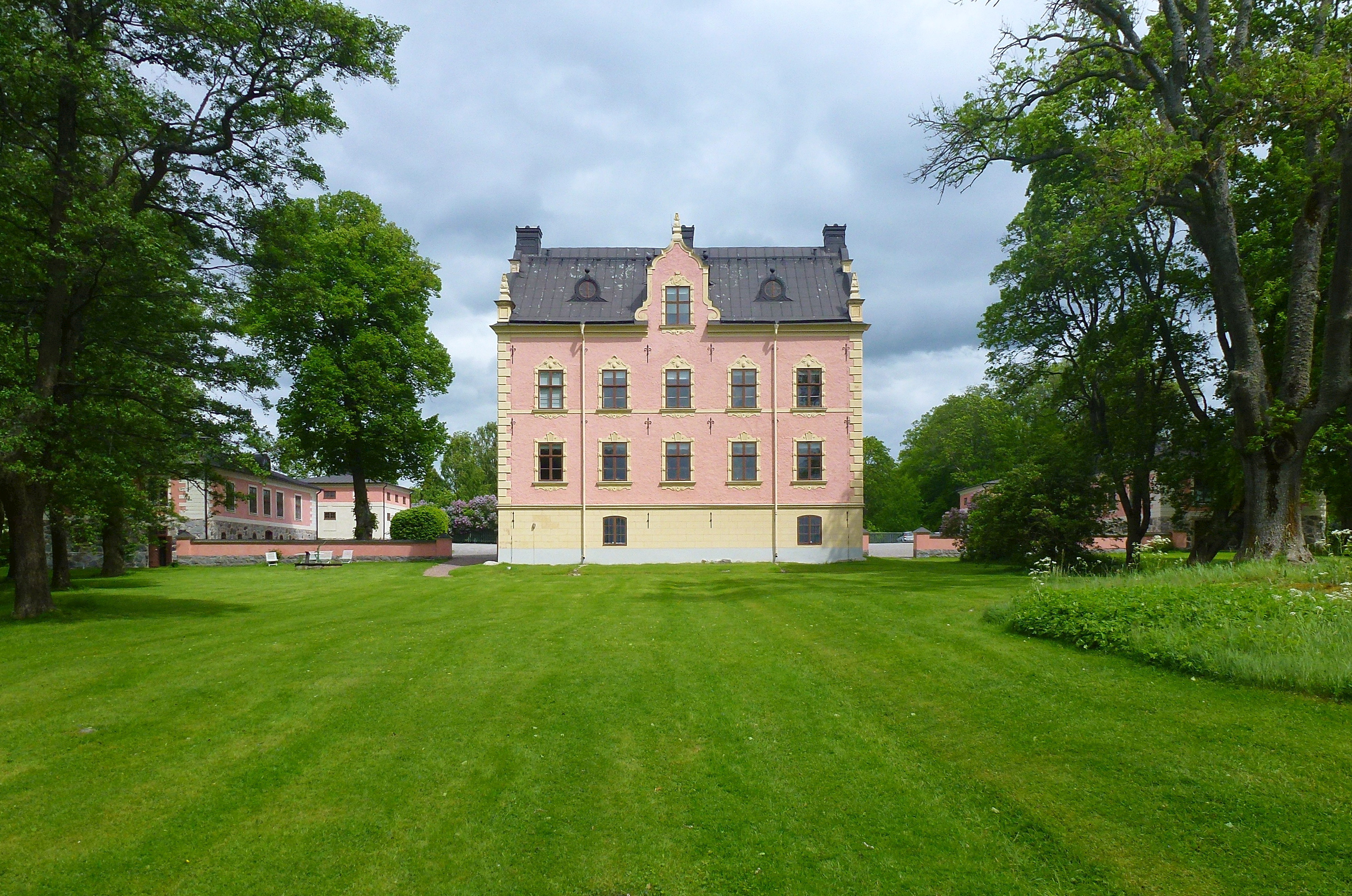
Schloss Skånelaholm, Südwestfassade.

Das Schloss Skånelaholm liegt in der schwedischen Gemeinde Sigtuna in der Provinz Uppland.
Im Schloss ist eine Sammlung von Bauernmöbeln und Landwirtschaftsgeräten ausgestellt, die von Carl Herbert Rettig gespendet wurde. Ein Flügel des Magazingebäudes enthält ein Wagenmuseum mit alten Pferdedroschken. Skånelaholm ist im Sommerhalbjahr für die Öffentlichkeit zugänglich. Das heutige zweietagige Hauptgebäude aus Ziegelstein wurde in den 1640er Jahren gebaut und erhielt sein aktuelles Aussehen 1891. Die vier einetagigen Flügel entstanden um 1760.

## Geschichte

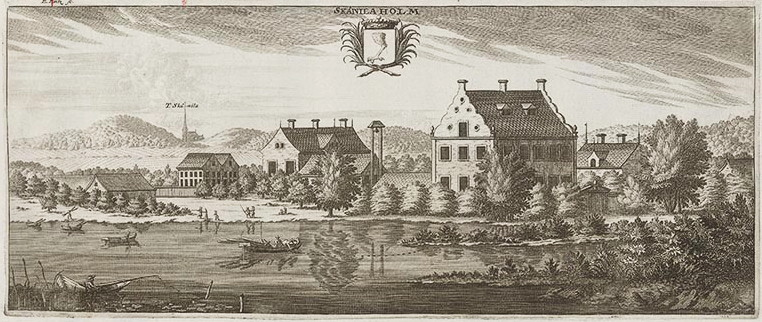
Skånelaholm im Werk Suecia antiqua et hodierna

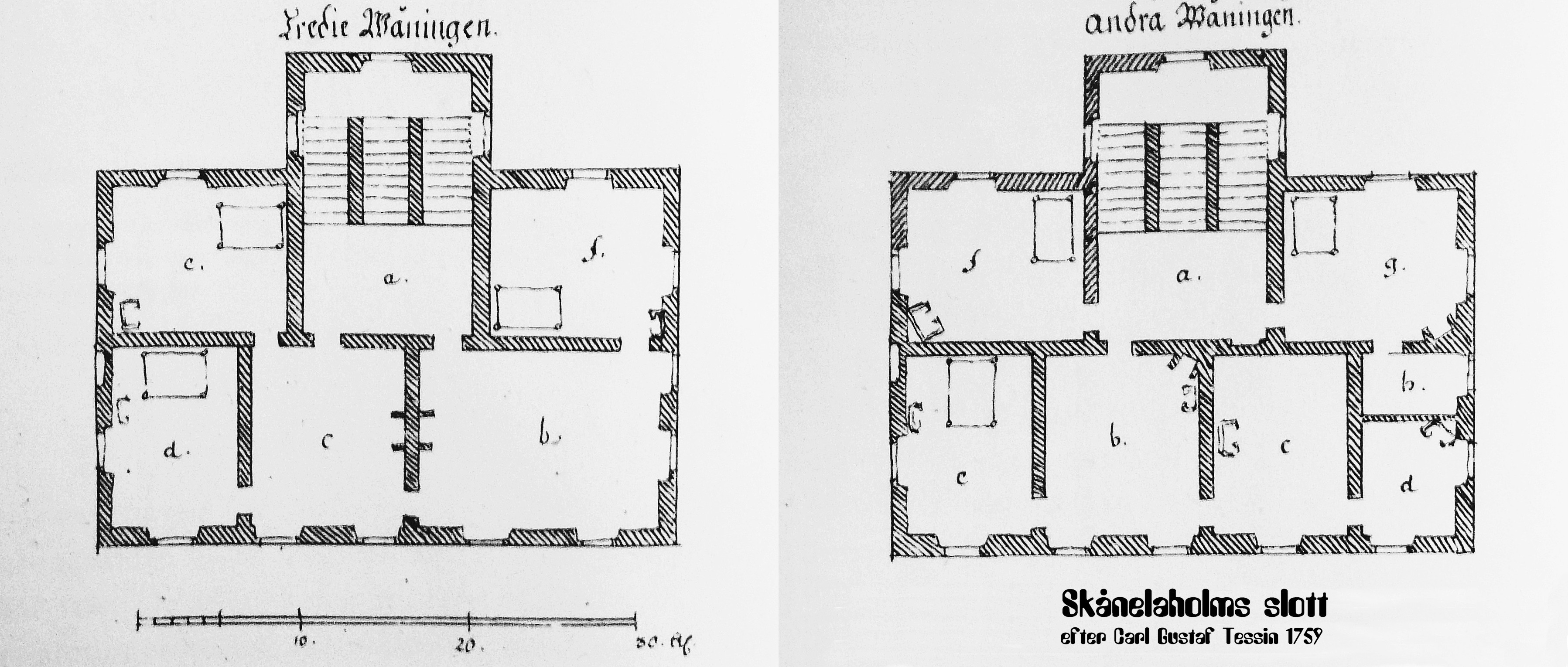
Grundriss von 1759

Das Grundstück im Kirchspiel Skånela am See Fysingen gehörte im frühen 13. Jahrhundert zu König Magnus I. Besitz und wurde 1276 an die Nonnen des Klosters Sko verkauft. Unter Gustav I. Wasa ging das Anwesen wieder an die Krone und 1641 kaufte es Anders Gyldenklou. Gyldenklou betrieb einen umfassenden Handel mit Waren und Grundstücken und besaß auch Anwesen in Södermanland, Västergötland und Bremen-Verden. Unter ihm erhielt das Schloss das Aussehen, wie es im Werk Suecia antiqua et hodierna abgebildet ist und seine Nachfahren hatten das Gut bis 1735. Der Schlossbau war wahrscheinlich 1643 fertiggestellt. Bei Restaurierungsarbeiten wurden Fragmente eines Kamins entdeckt, die das Wappen des Ritterhauses Gyldenklou und die Jahreszahl 1643 zeigten, was zum Schluss führte, dass es sich um das Jahr der Fertigstellung handeln müsse.
1742 kaufte Außenhandelsrat Frans Jennings das Gut und wandelte es zu einem Familienfideikommiss um. Dieses wurde 1918 aufgelöst. 1929 kaufte Herbert Rettig das Schloss und schenkte es 1962 der Königlichen Gelehrsamkeits-, Geschichts- und Antiquitätenakademie.

## Die Gebäude
Das Schloss Skånelaholm besteht aus einem Hauptgebäude dessen Hauptfassade zum Land zeigt und aus vier freistehenden Flügeln. Als es bewohnt war, führte ein Kanal zum Schloss, doch heute liegt ein Park zwischen Schloss und See. Das rechteckige Hauptgebäude mit steil abfallendem Satteldach hat zwei Hauptetagen sowie Keller- und Dachbodenräume. Im Keller befindet sich auch ein Verlies, ein Relikt aus der Zeit Gyldenklous.
1965 wurde das Gebäude als Byggnadsminne unter staatlichen Schutz gestellt.

## Panorama

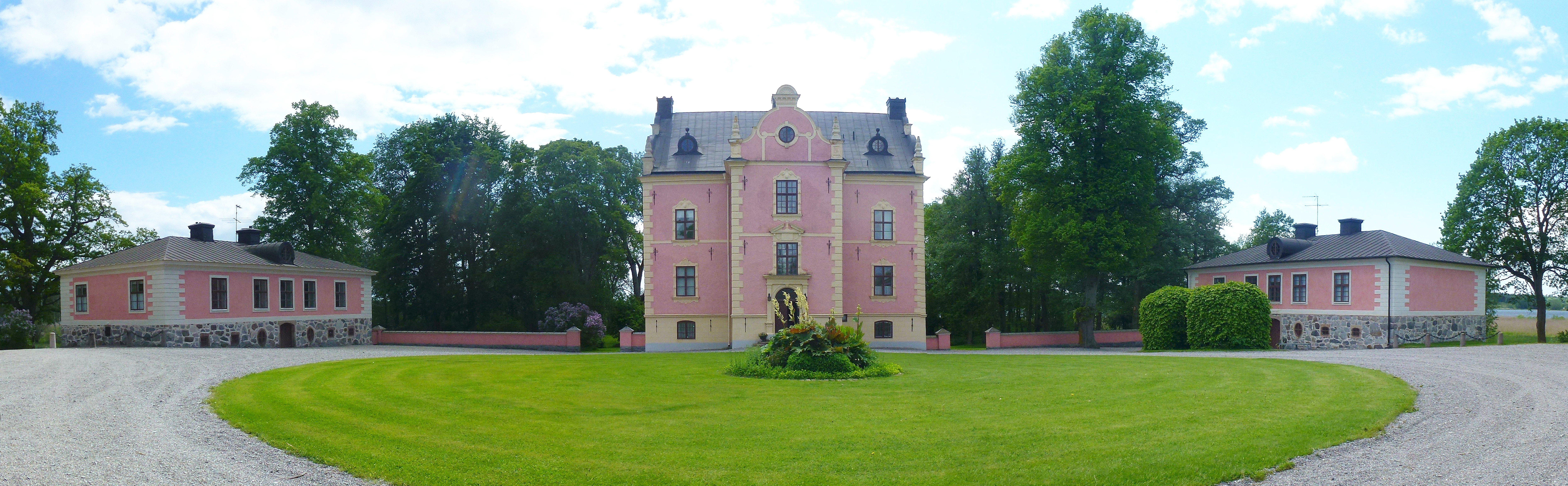
Schloss Skånelaholm mit zwei von vier Flügeln, Nordostfassade, Juni 2015.